# Sam Alphand
Sam Alphand (* 29. September 1997) ist ein französischer Skirennläufer. Er startet hauptsächlich in den Speeddisziplinen Abfahrt und Super-G.

## Karriere
Alphand gab sein internationales Renndebüt am 15. März 2014 bei einem Juniorenrennen in Beaufort. Sein erstes internationales Großereignis bestritt er im darauffolgenden Winter, als er beim Europäischen Olympisches Jugendfestival in Vorarlberg und Liechtenstein den 6. Platz im Riesenslalom erreichte. 2017 nahm er erstmals an Juniorenweltmeisterschaften teil, wobei er als bestes Ergebnis Rang 20 im Slalom erreichte.
Sein Weltcupdebüt gab er am 17. Januar 2020 bei der Alpinen Kombination in Wengen, wobei er jedoch im zweiten Durchgang ausschied. Bis zu diesem Zeitpunkt war Alphand hauptsächlich bei FIS-Rennen sowie im Europacup an den Start gegangen, wobei größere Erfolge ausblieben. Seine ersten Punkte im Weltcup gewann Alphand am 4. März 2022, als er in Kvitfjell den 23. Platz in der Abfahrt belegte. Dies ist bis heute sein bestes Weltcupergebnis. 

## Privates
Sam Alphand ist der Sohn des ehemaligen Skirennläufers Luc Alphand. Seine älteren Geschwister Estelle und Nils sind ebenfalls als Skirennläufer aktiv, wobei Estelle für Schweden startet.

## Erfolge

### Weltcup
- 2 Platzierungen unter den besten 30

### Juniorenweltmeisterschaften
- Åre 2017: 20. Slalom, 29. Alpine Kombination, 33. Abfahrt, 37. Super-G
- Davos 2018: 12. Super-G, 39. Abfahrt, DNF Alpine Kombination

### Europacup
- 6 Platzierungen unter den besten 5, davon 2 Podestplätze

### South American Cup
- 2 Platzierungen unter den besten 15

### Weitere Erfolge
- 3 Siege bei FIS-Rennen